# Плэмэдялэ, Александр Михайлович
Алекса́ндр Миха́йлович Плэмэдя́лэ, Пламадяла (рум. Alexandru Plămădeală; 9 [21] октября 1888, Боюканы, Кишинёвский уезд, Бессарабская губерния — 15 апреля 1940, Кишинёв) — молдавский и румынский скульптор, один из наиболее значимых бессарабских художников межвоенной эпохи, педагог; мастер портретного бюста, также работал в области мемориальной и монументальной пластики, занимался портретной и монументальной живописью. Создатель памятника молдавскому господарю Стефану Великому в Кишинёве. Один из инициаторов учреждения Кишинёвской пинакотеки (в 1939).

## Биография
Александр Пламадяла родился 21 октября (9 октября по старому стилю) 1888 года в предместье Кишинёва Боюканы (в настоящее время сектор Кишинёва). Его отцом был священник местной Архангело-Михайловской церкви Михаил Иванович Плэмэдялэ, мать звали Екатерина Георгиевна.
Учился в Кишинёвской школе рисования, затем — в Училище живописи, ваяния и зодчества в Москве в мастерской скульптора Сергея Волнухина.
В 1911 году содействовал созданию «Общества любителей изобразительного искусства Бессарабии». В качестве руководителя этого общества организовал 11 художественных выставок.
В 1916—1918 годах работал на монетном дворе в Петрограде. С 1919 года руководил Кишинёвской школой пластических искусств, организованной в 1916 году Шнеером Коганом.
В 1934 году сделал фрески Кафедрального собора в Бендерах. По инициативе Плэмэдялэ в 1939 году был создан кишинёвский музей изобразительных искусств.
Александр Пламадяла умер 15 апреля 1940 года в Кишинёве; похоронен на Центральном кладбище.
Супруга (с 1923) — Ольга Яковлевна Сучевяну (1896–1990), балерина, автор воспоминаний о муже (опубликованы на русском в 1965 году).

## Творчество
В работах был сторонником традиционного реализма. Работал во многих скульптурных жанрах: портрет, монументальная скульптура, бюст, жанровые композиции, пластика.
Среди важнейших работ Александра Плэмэдялэ: «Женский портрет» (миниатюра в мраморе, 1916), «Скала» (гипс, 1928), «Автопортрет с женой» (1929), бюсты А. Матеевича (бронза, 1934), А. Донича и Б.-П. Хашдеу.
Известнейшее произведение Плэмэдялэ — памятник молдавскому господарю Стефану III Великому (бронза, 1927), постамент которого сделан по проекту архитектора Е. А. Бернардацци. Памятник установлен в Парке «Штефан чел Маре».

## Память
Именем скульптора назван Республиканский художественный колледж в Кишинёве (рум. Colegiul de Arte Plastice Alexandru Plămădeală), бывшее Республиканское художественное училище им. Репина.
- Почтовая марка Молдовы, 
1995 год
- Почтовая марка Молдовы,
 2003 год
- Почтовая марка Молдовы,
 2011 год